# Sotiris Kaiafas
Sotiris Kaiafas (Grieks: Σωτήρης Καϊάφας) (Limassol, 17 december 1949) is een voormalig Cypriotisch voetballer. Hij wordt beschouwd als een van de beste voetballers die het land ooit heeft voortgebracht.

## Carrière
Kaiafas speelde zijn gehele loopbaan bij Omonia Nicosia, waar hij op 16-jarige leeftijd terechtkwam. Hij kende aanvankelijk een relatief onbekend bestaan totdat hij in 1971/72 topscorer van de eerste divisie werd. In hetzelfde jaar won hij met de club ook zijn eerste landskampioenschap en de nationale beker. Daar zouden er nog velen van volgen want in totaal werd Kaiafas elfmaal landskampioen en vierde hij nog driemaal het winnen van de beker. Daarnaast werd hij acht keer topscorer, met als hoogtepunt de 39 doelpunten in het seizoen 1975/76. Dit aantal bleek namelijk genoeg te zijn om Europees topscorer te worden, waardoor hij de enige Cyprioot is met een Gouden Schoen.
Ondanks dat het er in de jaren 70 op Cyprus nog amateuristisch aan toe ging (voetbal werd niet gespeeld op grasvelden maar op gravel en profvoetballers verdienden een hongerloon), groeide Kaiafas uit tot een cultheld bij de fans. In mei 1984 besloot de spits op 34-jarige leeftijd een punt achter zijn carrière te zetten.

## Golden Player
In 2003 werd Kaiafas door de Cypriotische voetbalbond verkozen tot beste Cypriotische voetballer van de afgelopen vijftig jaar. Ter ere van het 50-jarig bestaan van de UEFA mocht iedere aangesloten voetbalbond de in hun ogen beste speler voordragen.

## Erelijst
Met Omonia Nicosia:
- Cypriotische eerste divisie: 1971/72, 1973/74, 1974/75, 1975/76, 1976/77, 1977/78, 1978/79, 1980/81, 1981/82, 1982/83, 1983/84
- Beker van Cyprus: 1972, 1980, 1982, 1983
- Cypriotische supercup: 1979, 1980, 1981, 1982, 1983

Individuele prijzen:
- Cypriotisch topscorer: 1971/72, 1973/74, 1975/76, 1976/77, 1978/79, 1978/80, 1980/81, 1981/82
- Gouden Schoen: 1975/76
- Golden Player: 2003